# Monclin
Monclin est une localité de Saulces-Monclin et une ancienne commune française, située dans le département des Ardennes en région Grand Est.

## Toponymie
Monclin est un nom de lieu issu de l'agglutination du latin mons et de l'ancien français clin qui signifie « la montagne inclinée (du latin inclinare) ».

## Histoire
- Monclin apparaît parfois avec l'orthographe Monclain.

À la Révolution française, entre 1790 et 1794, Monclin est rattachée à la commune d'Auboncourt-lès-Vauzelles pour former la commune d'Auboncourt-lès-Vauzelles-et-Monclin, mais elle est détachée d'Auboncourt-lès-Vauzelles-et-Monclin et érigée en commune entre 1795 et 1800.
En 1828, les trois communes de Saulces-aux-Bois, de La Vieille-Ville et de Monclin fusionnent pour former la nouvelle commune de Saulces-Monclin.

## Politique et administration
| Période                                  | Période | Identité | Étiquette | Qualité |
| ---------------------------------------- | ------- | -------- | --------- | ------- |
| Les données manquantes sont à compléter. |         |          |           |         |
|                                          |         |          |           |         |

## Démographie
| 1806 | 1821 |
| ---- | ---- |
| 71   | 72   |

Histogramme

(élaboration graphique par Wikipédia)